# Tecmo Bowl
Tecmo Bowl (яп. テクモボウル Тэкумо Бору) — японская компьютерная игра для аркадных автоматов, разработанная и выпущенная в 1987 году компанией Tecmo. Изначально предназначалась исключительно для аркадных автоматов, однако наибольшую известность получила в 1989 году после портирования на приставку Nintendo Entertainment System. Версию для NES часто называют в числе первых игр консоли, посвящённых американскому футболу, с настоящими командами и игроками Национальной футбольной лиги. Технически самой первой была NFL Football от компании LJN, но она не имела такого большого успеха как Tecmo Bowl. В 2004 году игру адаптировали для мобильных телефонов, в 2007-м — североамериканская версия была загружена в сервис Virtual Console, где её можно скачать для последующей игры на приставке Wii (в 2009 году там появилась и оригинальная аркадная версия).

## Версии
Версия для аркадных автоматов имела довольно необычный геймплей, происходящее отображалось на двух экранах, одновременно участвовать могли четыре игрока, а выбор сторон ограничивался всего двумя вымышленными командами: «Уайлдкэтс» и «Бульдогс». Порт для NES сократил количество игроков до двух, стали доступными такие режимы как «один игрок», «два игрока» и «тренер». Первый подразумевает серию матчей выбранной игроком команды против искусственного интеллекта, второй — единичный матч одного игрока против другого игрока, тогда как третий позволяет делать указания, не принимая непосредственного участия в игре.

## Сиквелы
Tecmo Bowl имеет ряд ответвлений и продолжений, составляя серию из нескольких похожих игр. Среди них такие спортивные симуляторы как Tecmo Bowl Throwback, Tecmo Bowl: Kickoff, Tecmo Super Bowl, Tecmo Super Bowl II: Special Edition и Tecmo Super Bowl III: Final Edition — все они так же посвящены американскому футболу.